# When the Dead Return
Pour plus de détails, voir Fiche technique et Distribution.
When the Dead Return est un film américain produit par Kalem, réalisé par Sidney Olcott et sorti en 1911 avec Gene Gauntier et Jack J. Clark dans les rôles principaux.

## Fiche technique
- Titre original : When the Dead Return
- Réalisation : Sidney Olcott
- Société de production : Kalem
- Pays :  États-Unis
- Photo : George K. Hollister
- Longueur : 990 pieds
- Dates de sortie :

## Distribution
- Gene Gauntier : Marcelle
- Jack J. Clark : Antoine
- J. P. McGowan : Jacques

## Anecdotes
Le film a été tourné à Jacksonville, en Floride, où Kalem dispose d'un studio, les mois d'hiver.